# Peter Hauge Jensen
Peter Hauge Jensen er en dansk erhvervsmand (født 8. juni 1975) og CEO for MEGA.AI Inc.
MEGA.AI Inc. er et amerikansk SaaS-selskab, der specialiserer sig i outbound AI-stemmebots til automatisering af top-of-funnel aktiviteter for store virksomheder. Deres AI-drevne stemmeagenter øger produktiviteten ved at håndtere de indledende kundeinteraktioner i både salg, marketing og inkasso, så menneskelige agenter kan fokusere på mere komplekse opgaver.
Han har stiftet flere softwarevirksomheder. I 2017 grundlagde han Nexcom, en platform for CX-automatisering og kvalitetsmonitorering, som blev børsnoteret på Nasdaq i 2021 efter tre strategiske opkøb. Han medstiftede også AML/KYC-virksomheden Creditro, som blev opkøbt af Visma i 2022.
Tidligere fungerede han som CEO for den danske afdeling af callcenter-virksomheden GoExcellent (nu Webhelp), hvor han ledede et team på 600, der leverede teknisk support og kundeservice.
I perioden efter GoExcellent var han  administrerende direktør for 3x34 Transport a.m.b.a, med ansvar for alle koncernens aktiviteter. Forud herfor sad han i virksomhedens bestyrelse.
Han blev i 2009 udnævnt af Berlingske Nyhedsmagasin som Danmarks bedste unge erhvervsleder i alderen under 35 år (Talent 100) i kategorien salg og marketing og er optaget i Kraks Blå Bog.
[1] https://datacvr.virk.dk/data/visenhed?enhedstype=person&id=4000082237&soeg=peter%20miro%20hauge%20jensen&type=undefined&language=da